# Kadiš Luz
Kadiš Luz (hebrejsky: קדיש לוז, rodným jménem Kadiš Luzinski; 10. ledna 1895 – 4. prosince 1972) byl izraelský politik, který v letech 1955 až 1959 zastával funkci izraelského ministra zemědělství a v letech 1959 až 1969 post předsedy Knesetu.

## Biografie
Narodil se v Bobrujsku v Ruském impériu (dnešní Bělorusko) a během první světové války sloužil v ruské armádě. Mimo to byl zakladatelem Hebrejského společenství vojáků a hnutí he-Chaluc v Rusku. Studoval na Polytechnologickém institutu v Německu, Ekonomickém institutu v Petrohradu a Zemědělském institutu na univerzitě v Oděse.
V roce 1920 podnikl aliju do Palestiny, kde pracoval jako domkář v Kirjat Anavim a Be'er Tuvji. Následující rok se přidal k osazenstvu kibucu Deganija Bet a nakonec se stal členem sekretariátu kibucového svazu (1949–1951). Působil ve vedení Histadrutu, kde v letech 1935 až 1940 pracoval v kontrolní komisi. V letech 1941 až 1942 působil v sekretariátu telavivské rady pracujících.
Ve volbách v roce 1951 byl zvolen poslancem za stranu Mapaj a v roce 1955 byl premiérem Davidem Ben Gurionem jmenován ministrem zemědělství. Po odchodu z vlády v roce 1959 byl zvolen předsedou Knesetu a tento post zastával deset let, což je druhé nejdelší funkční období po Josefu Sprincakovi.
Po náhlé smrti prezidenta Jicchaka Ben Cvi ve dne 23. dubna 1963 působil jako úřadující prezident (na základě základního zákona prezident), a to až do zvolení nového prezidenta, kterým se 21. května téhož roku stal Zalman Šazar.
Zemřel v roce 1972 v kibucu Deganija Bet.